# ジョセ・バクスター
ジョゼ・バクスター（Jose Baxter, 1992年2月7日 - ）は、イングランド出身の元サッカー選手。ポジションはFW、MF。エヴァートンのクラブ最年少出場記録を持つも大成出来ず、のちの薬物使用での資格停止も相まって、有望株の代表的な転落例として挙げられる選手である。

## 経歴
6歳でエヴァートンに入団。アカデミー時代から大いに期待をされ、かつて所属したウェイン・ルーニー以上との評価も聞かれた。2008-09シーズンのブラックバーン・ローヴァーズ戦でプレミアリーグデビュー。16歳と191日でのデビューはクラブ最年少記録だった。しかしその後はミケル・アルテタやマルアン・フェライニらの存在によってポジションを確保出来ず、2011-12シーズン終了後にエヴァートンを退団した。
2012年、フットボールリーグ1（3部相当）のオールダム・アスレティックへ移籍。移籍初年度に13ゴールを挙げる活躍を見せた。翌2013-14シーズン開幕直後に同じくリーグ1のシェフィールド・ユナイテッドへ移籍。主力選手としてプレーしたが、2015年5月に薬物使用で5か月の出場停止処分を受け、2016年2月のテストでも再びコカイン使用の形跡が見られたため、2年間の資格停止処分を下された。
2017年1月、1年契約でエヴァートンに復帰するも、トップチームでの出場機会はなかった。
2018年5月、オールダム・アスレティックに復帰した。
2019年7月、プリマス・アーガイルFCに加入。
2020年2月、USLチャンピオンシップのメンフィス901FCに加入。
2021年８月8日、29歳で現役を引退。

## 獲得タイトル
U-16 イングランド代表
- ヴィクトリー・シールド
  - 優勝 2006年、2007年
- モンテギュー・トーナメント
  - 優勝 2008年